# Fosso delle Lame
Il Fosso delle Lame è un torrente che scorre nel comune di Marsciano, per circa tre chilometri, e raccoglie le acque di una zona intorno ai centri di Cerqueto e Morcella, dove si getta nel Nestore. Nasce a quota 229 s. l. m. e sfocia ai piedi dell'abitato di Morcella.